# Mo lam
Mo lam (laotisch ໝໍລຳ, ALA-LC: mǭ lam, Aussprache: [mɔ̌ː lám]; Isan und thailändisch หมอลำ, RTGS Molam, Aussprache: [mɔ̌ː lam]; auch als mor lam transkribiert) nennt man sowohl traditionelle Volksliedsänger in Laos und in der nordostthailändischen Region Isan, als auch deren Gesangsstil.  
Ein Mo lam interpretiert Lam Lao, Lao-Musik, d. h. den improvisierten Gesang zur Begleitung der khaen, einer Mundorgel aus Bambus. Die moderne Spielart ist jedoch meist durchkomponiert und wird von elektrischen Musikinstrumenten begleitet. Musikalisch zeichnet sich ein Mo lam durch schnelle Tempi und Vortragsweise aus.
Neben dem üblichen Thema der unerwiderten Liebe schildert der vortragende Mo lam die Widrigkeiten des Lebens im ländlichen Siedlungsgebiet der Laoten, meist aus einer ironisierenden Perspektive. Der Auftritt eines Mo lam ist oft ein wichtiger Bestandteil von Festen und Zeremonien in Laos und überall dort in Thailand, wo die zahlreichen Arbeitsmigranten aus dem Isan leben (vor allem im Großraum Bangkok mit seinen Industriegebieten, aber auch in den Touristenzentren). Der Auftritt eines Mo lam wird immer noch als ein wichtiges Bindeglied in die Heimat angesehen.

## Entwicklung
Einige Forscher vertreten die Ansicht, dass die Wurzeln des Mo lam in schamanistischen Gesängen liegen. Das mag die Variante erklären, die Lam Phi Fah genannt wird und üblicherweise von älteren Frauen vorgetragen wird, die tanzend und singend die Geister anrufen.
Andere Spielarten entsprechen ganz dem zentralthailändischen Lam Tad, was den Schluss nahelegt, beim Lam handle es sich um ein formalisiertes Werberitual. Eine der beliebtesten Arten des Mo lam, der Mo lam Klon, ist ein stimmlicher „Kampf“ zwischen einem Mann und einer Frau, die im Wechsel einander neckende Lieder improvisieren, ähnlich wie im traditionellen, aus Malaysia stammenden Like-Drama (ลิเก).
In Thailand verwenden junge Künstler Elemente des Lam Lao auch dazu, um als Mo lam Sing aufzutreten. Sie präsentieren, beeinflusst von dem zentralthailändischen Luk Thung und westlicher Popmusik, zu elektrischer Instrumentalbegleitung meist "freche" bis zotige Texte auf provokante Weise.

## Darbietung
Nachdem Siam im 18. und 19. Jahrhundert sein Einflussgebiet auf die Lao-Staaten ausgedehnt und hunderttausende Lao als Arbeitssklaven im eigenen Land zwangsangesiedelt hatte, begann die Musik von Laos ihren Zug ins thailändische Kerngebiet. König Pinklao, der Nebenkönig (Upparat) zur Zeit der Herrschaft seines Bruders Mongkut, soll von ihr bezaubert gewesen sein. Nach seinem Tod im Jahre 1865 wurden öffentliche Auftritte der Mo lam im Thai-Kernland unter dem Regenten von König Chulalongkorn, Somdet Chaophraya Si Suriyawong (Chuang Bunnag), jedoch verboten, – weil sie nichts mit der Kultur der Thai zu tun hätten. 
Tatsächlich waren der herrschenden Elite in Bangkok, die die Lao-Staaten als Kolonien betrachteten und deren Bevölkerung von Bildung fernhielten, entsprechende Zusammenkünfte jedoch vor allem deshalb suspekt, weil sie den Zusammenhalt der Lao untereinander förderten.
In der Folgezeit war der Auftritt eines Mo lam eine weitgehend regionale Lao-Angelegenheit, die sich auf Festivals in Isan und Laos beschränkte. Wie sehr Lam Lao jedoch als verbindendes Element dieser Menschen weiterwirkte, zeigte sich 1946, als im Ratchadamnoen Boxstadion in Bangkok wieder ein Mo Lam-Auftritt zugelassen wurde. Lautsprecherwagen kündigten ihn an und als die Lao fern der Heimat die vertrauten Klänge vernahmen, folgten sie den Lautsprecherwagen, sodass schließlich etwa 3000 Zuschauer die Aufführung verfolgten.
Dennoch war die Anzahl der Arbeiter aus dem Isan damals noch relativ klein und Mo lam Auftritte blieben außerhalb der laotischen Volksgruppen unbeachtet. Das änderte sich erst in den späten 1970er- und frühen 1980er-Jahren, als immer mehr Menschen Isan verließen, um Arbeit zu suchen. Mo lam traten nun im Fernsehen auf und das Genre gelangte zu nationaler Bekanntheit. Die Musik bleibt eine wichtige Verbindung zur Heimat für die Arbeitsmigranten in der Hauptstadt, denen auch Lam-Lao-Nachtclubs und entsprechende Karaoke-Bars als Treffpunkte dienen.
Liveaufführungen sind heute oft Großveranstaltungen mit mehreren Sängern, einer Tänzertruppe und Komikern. Die Tänzer (Hang Khrueang) tragen dabei oft spektakuläre Kostüme, und für die Sänger ist es nichts Besonderes, mehrmals im Laufe des Abends die Bühnenkleidung zu wechseln.
Kleinere Aufführungen sind üblich im Rahmen von Tempelfesten und Zeremonien wie Hochzeiten oder Trauerfeiern.

## Merkmale

### Musikinstrumente

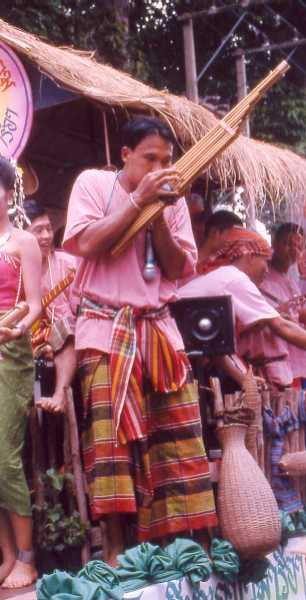
Ein khaen-Spieler im Isan

Die traditionellen Musikinstrumente des Mo lam sind:
- die khaen, eine Mundorgel aus Bambus mit etwa vierzehn Einzelpfeifen
- die phin, eine meist dreisaitige Langhalslaute
- die hing, eine kleine Zimbel
- die sor, eine Spießgeige
- Panflöten und
- Trommeln.

Die meisten kommerziellen Mo lam bedienen sich heutzutage zumindest einiger elektrischer Instrumente, meist eines Keyboards, das sich anhört wie eine Farfisa-Orgel aus den 1960ern. E-Gitarren sind ebenfalls üblich. Die Beliebtheit weiterer westlicher Instrumente wie des Saxophons und des Schlagzeugs nimmt zu.

### Musik
Der Gesang ist stakkatoartig und umfasst einen großen Notenumfang: Der Sänger wechselt sehr schnell zwischen einer Anzahl von Tonhöhen. Dazu kommen plötzliche Tempowechsel, so vom langsamen Intro zum Hauptteil eines Stückes. Fast jeder Vortrag eines Mo lam ist mit folgender Bass-Sequenz unterlegt, die melodisch oder rhythmisch ausgeschmückt wird, z. B. durch Spielen von Achtelnoten statt Vierteln:

Die ching spielen normalerweise einen synkopischen Rhythmus im Offbeat, um der Musik ihren charakteristisch schnellen Beat und scheppernden Sound zu verleihen.

### Liedteile
Ein Mo lam-Vortrag ist in der Regel dreigeteilt, wobei Ausnahmen die Regel bestätigen:
- Koen (เกิน) ist die langsame, gesungene Einleitung, die meist von der khaen begleitet wird und oft die Worte O La No (=„Oh Schicksal“) enthält.
- Phleng (เพลง) ist die gesungene Strophe.
- Lam (ลำ) ist der Rapartige Refrain.

### Inhalt
Die Texte waren früher nur in Lao, werden heute aber in Thailand oft auch in einer Mischung aus Lao und Thai verfasst. Wie sehr oft in der Unterhaltungsmusik ist unerwiderte Liebe ein oft behandeltes Thema im Mo lam Vortrag. Es wird jedoch auch ein beträchtliches Maß an Humor aufgewendet, der manchmal auch ländlich-derb sein kann. Das verraten die Titel bekannter Stücke wie „Ich will einen ausländischen Ehemann“ oder „Jeans, die der Vergangenheit angehören“. 
Viele Lieder handeln von einem treuen Jugendlichen, der/das daheim im Isan bleibt, während sein(e) Geliebte(r) nach Bangkok geht und dort einen neuen, reichen Partner findet.

## Aufnahmen
Immer weniger Mo lam schreiben heute noch ihr Material selbst, was einige Interpreten dazu befähigt, mehrere Alben pro Jahr auf den Markt zu bringen. Die Alben heißen nach ihren Titelstücken oder werden oftmals einfach durchnummeriert.
Die Lam-lao-Video-CDs der Mo lam können für Karaoke benutzt werden. Eine VCD-Veröffentlichung enthält normalerweise eine Musikvorführung und eine erzählerische Filmhandlung, welche gelegentlich zusammengeschnitten werden. Der Film bezieht sich in der Regel auf das Thema des Stückes. Gelegentlich spielt der Musikinterpret die Hauptrolle der Filmhandlung. Im Musikvideo wird die Musik unter Tanzeinlagen einer meist weiblich besetzten Tänzergruppe vorgetragen. Kostümwechsel, auch zwischen traditioneller Bekleidung und modern-westlichen Kostümen, sind Standard. Die Bluescreen-Technik wird häufig eingesetzt, um psychedelische Hintergrundeffekte zu erzeugen. Laotische Videos sind generell schlichter, d. h. traditioneller gehalten.
Zu den beliebtesten Mo lam gehören gegenwärtig Banyen Rakkaen (บานเย็น รากแก่น), Chaloemphon Malakham (เฉลิมพล มาละคำ), Chintara Phunlap, Siriphon Amphaiphong (ศิริพร อำไพพงษ์) und Monkaen Kaenkoon (มนต์แคน แก่นคูน). Eine Exotin im Geschäft ist die niederländischstämmige Sängerin Christy Gibson.

## Richtungen desMo-lam-Vortrags
Von den zahlreichen Spielarten des Lam lao kann schon deshalb keine allgemeingültige Liste existieren, da sie sich nicht gegenseitig ausschließen, manche nur in bestimmten Gegenden gehört werden oder in verschiedenen Gegenden auch verschiedene Bezeichnungen tragen. Traditionelle Richtungen werden heutzutage weniger nachgefragt. Die folgende Liste ist ein Versuch, einen Überblick zu verschaffen:
- Lam phi fa – eine rituelle Form
- Lam klon – ein stimmlicher „Kampf der Geschlechter“
- Lam sing – eine moderne, elektrisch begleitete Form
- Lam mu – Volksoper
- Lam soeng – für ein Tanzensemble
- Lam phun – Vortrag von Legenden oder Jataka-Geschichten durch einen männlichen Interpreten
- Lam diao – Solovortrag
- Lam ku – ein Dialog zwischen einem Mann und einer Frau
- Lam ploen – ein feierlicher Vortrag durch eine Sängergruppe
- Lam tang san – kurzer Titel
- Lam tang yao – langer, langsamer Titel
- Lam kiu – wörtlich „Sichel-Lied“ (handelt vom Landleben)
- Lam toei – eine mittelschnelle, werbende Form
- Lam tangwai – eine langsame Variante

Eine andere Einteilung sieht folgendermaßen aus:
- Lam klon
  - Lam phuen / Lam ruang
  - Lam krap
  - Gewöhnlicher Lam klon
  - Lam chingchu

- Lam mu
  - Lam man tup tao
  - Lam phuen
  - Gewöhnlicher Lam mu
  - Lam phi fa

## Hörbeispiele
- Simon Broughton (Hrsg.): World Music Volume 2. (CD) Rough Guides (2000).
- Chawiwan Damnoen: Mo lam Singing of Northeast Thailand (CD). World Music Library (1991).